# Kanada a 2006. évi téli olimpiai játékokon
Kanada az olaszországi Torinóban megrendezett 2006. évi téli olimpiai játékok egyik részt vevő nemzete volt. Az országot az olimpián 15 sportágban 191 sportoló képviselte, akik összesen 24 érmet szereztek.

## Érmesek
| Érem  | Versenyző | Sportág                    | Versenyszám         |
| ----- | --- | -------------------------- | ------------------- |
| Arany | Russ Howard Brad Gushue Mark Nichols Jamie Korab Mike Adam | Curling                    | Férfi               |
| Arany | Cindy Klassen | Gyorskorcsolya             | Női 1500 m          |
| Arany | Clara Hughes | Gyorskorcsolya             | Női 5000 m          |
| Arany | Charline Labonté Kim St-Pierre Carla MacLeod Becky Kellar Colleen Sostorics Gillian Ferrari Cheryl Pounder Caroline Ouellette Meghan Agosta Cherie Piper Katie Weatherston Gillian Apps Danielle Goyette Jayna Hefford Jennifer Botterill Hayley Wickenheiser Sarah Vaillancourt Gina Kingsbury Vicky Sunohara Cassie Campbell | Jégkorong                  | Női                 |
| Arany | Jennifer Heil | Síakrobatika               | Női mogul           |
| Arany | Chandra Crawford | Sífutás                    | Női egyéni sprint   |
| Arany | Duff Gibson | Szkeleton                  | Férfi               |
| Ezüst | Pierre Lueders Lascelles Brown | Bob                        | Férfi kettes        |
| Ezüst | Kristina Groves | Gyorskorcsolya             | Női 1500 m          |
| Ezüst | Cindy Klassen | Gyorskorcsolya             | Női 1000 m          |
| Ezüst | Arne Dankers Steven Elm Denny Morrison Jason Parker Justin Warsylewicz | Gyorskorcsolya             | Férfi csapatverseny |
| Ezüst | Kristina Groves Clara Hughes Cindy Klassen Christine Nesbitt Shannon Rempel | Gyorskorcsolya             | Női csapatverseny   |
| Ezüst | François-Louis Tremblay | Rövidpályás gyorskorcsolya | Férfi 500 m         |
| Ezüst | Éric Bédard Jonathan Guilmette Charles Hamelin François-Louis Tremblay Mathieu Turcotte | Rövidpályás gyorskorcsolya | Férfi 5000 m váltó  |
| Ezüst | Amanda Overland Alanna Kraus Anouk Leblanc-Boucher Kalyna Roberge Tania Vicent | Rövidpályás gyorskorcsolya | Női 3000 m váltó    |
| Ezüst | Sara Renner Beckie Scott | Sífutás                    | Női csapatsprint    |
| Ezüst | Jeff Pain | Szkeleton                  | Férfi               |
| Bronz | Shannon Kleibrink Amy Nixon Glenys Bakker Christine Keshen Sandra Jenkins | Curling                    | Női                 |
| Bronz | Cindy Klassen | Gyorskorcsolya             | Női 3000 m          |
| Bronz | Cindy Klassen | Gyorskorcsolya             | Női 5000 m          |
| Bronz | Jeffrey Buttle | Műkorcsolya                | Férfi egyéni        |
| Bronz | Anouk Leblanc-Boucher | Rövidpályás gyorskorcsolya | Női 500 m           |
| Bronz | Dominique Maltais | Snowboard                  | Női krossz          |
| Bronz | Mellisa Hollingsworth-Richards | Szkeleton                  | Női                 |

## Alpesisí
Férfi
| Versenyző              | Versenyszám            | 1. futam      | 1. futam      | 2. futam      | 2. futam      | Összesítés | Összesítés |
| Versenyző              | Versenyszám            | Idő           | Hely.         | Idő           | Hely.         | Idő        | Helyezés   |
| ---------------------- | ---------------------- | ------------- | ------------- | ------------- | ------------- | ---------- | ---------- |
| Patrick Biggs          | Műlesiklás             | 54,38         | 10.           | nem ért célba | nem ért célba | kiesett    | kiesett    |
| François Bourque       | Lesiklás               |               |               |               |               | 1:50,70    | 16.        |
| François Bourque       | Szuperóriás-műlesiklás |               |               |               |               | 1:31,27    | 8.         |
| François Bourque       | Óriás-műlesiklás       | 1:16,61       | 1.            | 1:19,31       | 12.           | 2:35,92    | 4.         |
| Thomas Grandi          | Óriás-műlesiklás       | 1:17,23       | 9.            | 1:19,65       | 16.           | 2:36,88    | 10.        |
| Thomas Grandi          | Műlesiklás             | 53,64         | 5.            | 51,20         | 17.           | 1:44,84    | 9.         |
| Erik Guay              | Szuperóriás-műlesiklás |               |               |               |               | 1:31,08    | 4.         |
| Mike Janyk             | Műlesiklás             | 55,32         | 26.           | 50,87         | 12.           | 1:46,19    | 17.        |
| John Kucera            | Lesiklás               |               |               |               |               | 1:51,55    | 27.        |
| John Kucera            | Szuperóriás-műlesiklás |               |               |               |               | 1:32,10    | 22.*       |
| Manuel Osborne-Paradis | Lesiklás               |               |               |               |               | 1:50,45    | 13.        |
| Manuel Osborne-Paradis | Szuperóriás-műlesiklás |               |               |               |               | 1:32,02    | 20.        |
| Jean-Philippe Roy      | Óriás-műlesiklás       | 1:17,36       | 10.           | nem ért célba | nem ért célba | kiesett    | kiesett    |
| Jean-Philippe Roy      | Műlesiklás             | nem ért célba | nem ért célba | kiesett       | kiesett       | kiesett    | kiesett    |
| Ryan Semple            | Óriás-műlesiklás       | nem ért célba | nem ért célba | kiesett       | kiesett       | kiesett    | kiesett    |

| Versenyző              | Versenyszám | Lesiklás | Lesiklás | Műlesiklás    | Műlesiklás    | Műlesiklás       | Műlesiklás       | Műlesiklás | Műlesiklás | Összesítés | Összesítés |
| Versenyző              | Versenyszám | Lesiklás | Lesiklás | 1. futam      | 1. futam      | 2. futam         | 2. futam         | Össz.      | Össz.      | Összesítés | Összesítés |
| Versenyző              | Versenyszám | Idő      | Hely.    | Idő           | Hely.         | Idő              | Hely.            | Idő        | Hely.      | Idő        | Helyezés   |
| ---------------------- | ----------- | -------- | -------- | ------------- | ------------- | ---------------- | ---------------- | ---------- | ---------- | ---------- | ---------- |
| François Bourque       | Összetett   | 1:40,50  | 16.**    | 47,52         | 28.           | 46,23            | 21.              | 1:33,75    | 23.        | 3:14,25    | 21.        |
| John Kucera            | Összetett   | 1:41,04  | 23.      | 46,67         | 20.           | 45,55            | 17.              | 1:32,22    | 16.        | 3:13,26    | 17.        |
| Manuel Osborne-Paradis | Összetett   | 1:39,69  | 8.       | 50,11         | 35.           | nem állt rajthoz | nem állt rajthoz | kiesett    | kiesett    | kiesett    | kiesett    |
| Ryan Semple            | Összetett   | 1:41,65  | 35.      | nem ért célba | nem ért célba | kiesett          | kiesett          | kiesett    | kiesett    | kiesett    | kiesett    |

Női
| Versenyző              | Versenyszám            | 1. futam      | 1. futam      | 2. futam | 2. futam | Összesítés | Összesítés |
| Versenyző              | Versenyszám            | Idő           | Hely.         | Idő      | Hely.    | Idő        | Helyezés   |
| ---------------------- | ---------------------- | ------------- | ------------- | -------- | -------- | ---------- | ---------- |
| Brigitte Acton         | Óriás-műlesiklás       | 1:02,07       | 14.           | 1:09,64  | 9.       | 2:11,71    | 11.        |
| Brigitte Acton         | Műlesiklás             | 44,75         | 27.           | 47,15    | 6.       | 1:31,90    | 17.        |
| Emily Brydon           | Lesiklás               |               |               |          |          | 1:58,97    | 20.        |
| Emily Brydon           | Szuperóriás-műlesiklás |               |               |          |          | 1:33,50    | 9.*        |
| Sherry Lawrence        | Lesiklás               |               |               |          |          | 2:00,47    | 27.        |
| Sherry Lawrence        | Szuperóriás-műlesiklás |               |               |          |          | 1:35,47    | 34.        |
| Christina Lustenberger | Óriás-műlesiklás       | nem ért célba | nem ért célba | kiesett  | kiesett  | kiesett    | kiesett    |
| Shona Rubens           | Lesiklás               |               |               |          |          | 2:00,30    | 26.        |
| Geneviève Simard       | Szuperóriás-műlesiklás |               |               |          |          | 1:34,38    | 20.        |
| Geneviève Simard       | Óriás-műlesiklás       | 1:01,47       | 6.            | 1:09,26  | 6.       | 2:10,73    | 5.         |
| Kelly Vanderbeek       | Lesiklás               |               |               |          |          | 1:59,63    | 24.        |
| Kelly Vanderbeek       | Szuperóriás-műlesiklás |               |               |          |          | 1:33,09    | 4.         |

| Versenyző      | Versenyszám | Műlesiklás    | Műlesiklás    | Műlesiklás | Műlesiklás | Műlesiklás | Műlesiklás | Lesiklás | Lesiklás | Összesítés | Összesítés |
| Versenyző      | Versenyszám | 1. futam      | 1. futam      | 2. futam   | 2. futam   | Össz.      | Össz.      | Lesiklás | Lesiklás | Összesítés | Összesítés |
| Versenyző      | Versenyszám | Idő           | Hely.         | Idő        | Hely.      | Idő        | Hely.      | Idő      | Hely.    | Idő        | Helyezés   |
| -------------- | ----------- | ------------- | ------------- | ---------- | ---------- | ---------- | ---------- | -------- | -------- | ---------- | ---------- |
| Brigitte Acton | Összetett   | 40,18         | 14.           | 44,59      | 13.        | 1:24,77    | 13.        | 1:30,98  | 10.      | 2:55,75    | 10.        |
| Emily Brydon   | Összetett   | 40,94         | 25.           | 45,65      | 21.        | 1:26,59    | 23.        | 1:29,92  | 3.       | 2:56,51    | 13.        |
| Shona Rubens   | Összetett   | nem ért célba | nem ért célba | kiesett    | kiesett    | kiesett    | kiesett    | kiesett  | kiesett  | kiesett    | kiesett    |

* - egy másik versenyzővel azonos időt ért el

** - két másik versenyzővel azonos időt ért el

## Biatlon
Férfi
| Versenyző                | Versenyszám           | Lövőhiba    | Időeredmény | Helyezés |
| ------------------------ | --------------------- | ----------- | ----------- | -------- |
| Robin Clegg              | 10 km sprint          | 3 (1+2)     | 29:12,4     | 50.      |
| Robin Clegg              | 12,5 km üldözőverseny | 4 (2+0+1+1) | 40:30,3     | 44.      |
| Robin Clegg              | 20 km egyéni          | 2 (1+0+0+1) | 59:21,5     | 36.      |
| Jean-Philippe Le Guellec | 10 km sprint          | 2 (1+1)     | 29:32,3     | 59.      |
| Jean-Philippe Le Guellec | 20 km egyéni          | 3 (1+0+0+2) | 1:00:28,0   | 48.      |
| David Leoni              | 10 km sprint          | 1 (0+1)     | 28:50,4     | 41.      |
| David Leoni              | 12,5 km üldözőverseny | 5 (1+0+3+1) | 41:07,4     | 47.      |
| David Leoni              | 20 km egyéni          | 6 (0+2+3+1) | 1:02:37,8   | 64.      |

Női
| Versenyző                                                   | Versenyszám    | Lövőhiba    | Időeredmény | Helyezés |
| ----------------------------------------------------------- | -------------- | ----------- | ----------- | -------- |
| Martine Albert                                              | 7,5 km sprint  | 2 (0+2)     | 27:04,4     | 73.      |
| Martine Albert                                              | 15 km egyéni   | 5 (2+0+0+3) | 59:52,1     | 65.      |
| Sandra Keith                                                | 7,5 km sprint  | 3 (0+3)     | 26:20,7     | 66.      |
| Sandra Keith                                                | 15 km egyéni   | 2 (1+0+0+1) | 55:56,3     | 42.      |
| Zina Kocher                                                 | 7,5 km sprint  | 4 (1+3)     | 26:11,1     | 62.      |
| Zina Kocher                                                 | 15 km egyéni   | 3 (0+2+0+1) | 54:18,8     | 27.      |
| Marie-Pierre Parent                                         | 7,5 km sprint  | 2 (0+2)     | 27:31,1     | 76.      |
| Marie-Pierre Parent                                         | 15 km egyéni   | 4 (0+3+0+1) | 1:02:57,1   | 77.      |
| Zina Kocher Sandra Keith Martine Albert Marie-Pierre Parent | 4 × 6 km váltó | 1+10        | 1:26:09,7   | 17.      |

## Bob
Férfi
| Versenyző                                                  | Versenyszám | 1. futam | 1. futam | 2. futam | 2. futam | 3. futam | 3. futam | 4. futam | 4. futam | Összesítés | Összesítés |
| Versenyző                                                  | Versenyszám | Idő      | Hely.    | Idő      | Hely.    | Idő      | Hely.    | Idő      | Hely.    | Idő        | Helyezés   |
| ---------------------------------------------------------- | ----------- | -------- | -------- | -------- | -------- | -------- | -------- | -------- | -------- | ---------- | ---------- |
| Pierre Lueders Lascelles Brown                             | Kettes      | 55,57    | 5.       | 55,50    | 1.       | 56,11    | 2.       | 56,41    | 3.       | 3:43,59    |            |
| Serge Despres David Bissett                                | Kettes      | 56,13    | 12.      | 55,92    | 10.      | 56,69    | 12.      | 56,93    | 10.      | 3:45,67    | 11.        |
| Pierre Lueders Ken Kotyk Morgan Alexander Lascelles Brown  | Négyes      | 55,34    | 4.       | 55,43    | 3.       | 54,95    | 4.       | 55,20    | 4.*      | 3:40,92    | 4.         |
| Serge Despres Nathan Cunningham Steve Larsen David Bissett | Négyes      | 56,10    | 19.      | 56,15    | 20.      | 55,69    | 14.      | 55,58    | 17.      | 3:43,52    | 18.        |

Női
| Versenyző                              | Versenyszám | 1. futam | 1. futam | 2. futam | 2. futam | 3. futam | 3. futam | 4. futam | 4. futam | Összesítés | Összesítés |
| Versenyző                              | Versenyszám | Idő      | Hely.    | Idő      | Hely.    | Idő      | Hely.    | Idő      | Hely.    | Idő        | Helyezés   |
| -------------------------------------- | ----------- | -------- | -------- | -------- | -------- | -------- | -------- | -------- | -------- | ---------- | ---------- |
| Helen Upperton Heather Moyse           | Kettes      | 57,37    | 3.*      | 57,77    | 7.**     | 58,09    | 7.       | 57,83    | 2.       | 3:51,06    | 4.         |
| Suzanne Gavine-Hlady Jamie Cruickshank | Kettes      | 58,49    | 13.      | 57,86    | 11.      | 58,65    | 12.      | 58,82    | 14.      | 3:53,82    | 13.        |

* - egy másik csapattal azonos eredményt ért el

** - két másik csapattal azonos eredményt ért el

## Curling

### Férfi
- Russ Howard
- Brad Gushue
- Mark Nichols
- Jamie Korab
- Mike Adam

#### Eredmények
Csoportkör
| Nemzet           | Szkip                  | Gy | V | P+ | P- | Gy end | V end | D end | Saját rabolt endek | Lökés % |
| ---------------- | ---------------------- | -- | - | -- | -- | ------ | ----- | ----- | ------------------ | ------- |
| Finnország       | Markku Uusipaavalniemi | 7  | 2 | 53 | 40 | 32     | 31    | 23    | 9                  | 78%     |
| Kanada           | Brad Gushue            | 6  | 3 | 66 | 46 | 47     | 31    | 9     | 23                 | 80%     |
| Egyesült Államok | Pete Fenson            | 6  | 3 | 66 | 47 | 36     | 33    | 16    | 13                 | 80%     |
| Nagy-Britannia   | David Murdoch          | 6  | 3 | 59 | 49 | 36     | 31    | 17    | 12                 | 81%     |
| Norvégia         | Pål Trulsen            | 5  | 4 | 57 | 47 | 33     | 32    | 17    | 9                  | 78%     |
| Svájc            | Ralph Stöckli          | 5  | 4 | 56 | 45 | 31     | 34    | 18    | 10                 | 76%     |
| Olaszország      | Joël Retornaz          | 4  | 5 | 47 | 66 | 37     | 38    | 10    | 7                  | 70%     |
| Németország      | Andy Kapp              | 3  | 6 | 53 | 55 | 34     | 34    | 17    | 12                 | 77%     |
| Svédország       | Peja Lindholm          | 3  | 6 | 45 | 68 | 31     | 40    | 12    | 4                  | 78%     |
| Új-Zéland        | Sean Becker            | 0  | 9 | 37 | 76 | 28     | 41    | 12    | 6                  | 69%     |

- február 13., 19:00

| Csapat             | Csapat             | 1 | 2 | 3 | 4 | 5 | 6 | 7 | 8 | 9 | 10 | VE |
|                    | Németország (Kapp) | 2 | 0 | 2 | 0 | 0 | 0 | 0 | 1 | 0 | X  | 5  |
| 1. end utolsó köve | Kanada (Gushue)    | 0 | 2 | 0 | 3 | 1 | 1 | 1 | 0 | 2 | X  | 10 |

- február 14., 14:00

| Csapat             | Csapat                | 1 | 2 | 3 | 4 | 5 | 6 | 7 | 8 | 9 | 10 | 11 | VE |
| 1. end utolsó köve | Kanada (Gushue)       | 1 | 0 | 1 | 0 | 1 | 0 | 1 | 0 | 3 | 0  | 0  | 7  |
|                    | Svédország (Lindholm) | 0 | 2 | 0 | 1 | 0 | 1 | 0 | 1 | 0 | 2  | 1  | 8  |

- február 15., 09:00

| Csapat             | Csapat                   | 1 | 2 | 3 | 4 | 5 | 6 | 7 | 8 | 9 | 10 | VE |
|                    | Kanada (Gushue)          | 1 | 1 | 0 | 3 | 0 | 1 | 1 | 0 | 2 | X  | 9  |
| 1. end utolsó köve | Nagy-Britannia (Murdoch) | 0 | 0 | 2 | 0 | 1 | 0 | 0 | 2 | 0 | X  | 5  |

- február 15., 19:00

| Csapat             | Csapat          | 1 | 2 | 3 | 4 | 5 | 6 | 7 | 8 | 9 | 10 | VE |
| 1. end utolsó köve | Kanada (Gushue) | 1 | 0 | 0 | 1 | 1 | 1 | 1 | 1 | 0 | 1  | 7  |
|                    | Svájc (Stöckli) | 0 | 1 | 3 | 0 | 0 | 0 | 0 | 0 | 1 | 0  | 5  |

- február 16., 14:00

| Csapat             | Csapat             | 1 | 2 | 3 | 4 | 5 | 6 | 7 | 8 | 9 | 10 | VE |
|                    | Norvégia (Trulsen) | 0 | 0 | 1 | 1 | 1 | 0 | 0 | 0 | 2 | 0  | 5  |
| 1. end utolsó köve | Kanada (Gushue)    | 2 | 1 | 0 | 0 | 0 | 0 | 1 | 1 | 0 | 1  | 6  |

- február 17., 19:00

| Csapat             | Csapat                       | 1 | 2 | 3 | 4 | 5 | 6 | 7 | 8 | 9 | 10 | VE |
| 1. end utolsó köve | Finnország (Uusipaavalniemi) | 0 | 0 | 3 | 0 | 0 | 0 | 4 | 1 | 0 | 0  | 8  |
|                    | Kanada (Gushue)              | 2 | 0 | 0 | 0 | 1 | 1 | 0 | 0 | 2 | 1  | 7  |

- február 18., 14:00

| Csapat             | Csapat                 | 1 | 2 | 3 | 4 | 5 | 6 | 7 | 8 | 9 | 10 | 11 | VE |
|                    | Kanada (Gushue)        | 0 | 0 | 1 | 0 | 0 | 1 | 1 | 0 | 2 | 1  | 0  | 6  |
| 1. end utolsó köve | Olaszország (Retornaz) | 2 | 1 | 0 | 1 | 1 | 0 | 0 | 1 | 0 | 0  | 1  | 7  |

- február 19., 19:00

| Csapat             | Csapat             | 1 | 2 | 3 | 4 | 5 | 6 | 7 | 8 | 9 | 10 | VE |
| 1. end utolsó köve | Új-Zéland (Becker) | 0 | 0 | 0 | 0 | 1 | 0 | 0 | X | X | X  | 1  |
|                    | Kanada (Gushue)    | 1 | 1 | 0 | 1 | 0 | 3 | 3 | X | X | X  | 9  |

- február 20., 14:00

| Csapat             | Csapat                    | 1 | 2 | 3 | 4 | 5 | 6 | 7 | 8 | 9 | 10 | VE |
| 1. end utolsó köve | Kanada (Gushue)           | 0 | 0 | 0 | 2 | 0 | 0 | 0 | 2 | 1 | 1  | 6  |
|                    | Egyesült Államok (Fenson) | 1 | 0 | 0 | 0 | 1 | 0 | 1 | 0 | 0 | 0  | 3  |

Elődöntő
- február 22., 19:00

| Csapat             | Csapat                    | 1 | 2 | 3 | 4 | 5 | 6 | 7 | 8 | 9 | 10 | VE |
| 1. end utolsó köve | Kanada (Gushue)           | 0 | 2 | 0 | 2 | 0 | 2 | 0 | 0 | 5 | X  | 11 |
|                    | Egyesült Államok (Fenson) | 1 | 0 | 1 | 0 | 1 | 0 | 0 | 2 | 0 | X  | 5  |

Döntő
- február 24., 17:30

| Csapat             | Csapat                       | 1 | 2 | 3 | 4 | 5 | 6 | 7 | 8 | 9 | 10 | VE |
| 1. end utolsó köve | Finnország (Uusipaavalniemi) | 2 | 0 | 0 | 0 | 1 | 0 | 0 | 1 | X | X  | 4  |
|                    | Kanada (Gushue)              | 0 | 2 | 1 | 1 | 0 | 6 | 0 | 0 | X | X  | 10 |

| Csapat | Helyezés |
| ------ | -------- |
| Kanada |          |

### Női
- Shannon Kleibrink
- Amy Nixon
- Glenys Bakker
- Christine Keshen
- Sandra Jenkins

#### Eredmények
Csoportkör
| Nemzet           | Szkip               | Gy | V | P+ | P- | Gy end | V end | D end | Saját rabolt endek | Lökés % |
| ---------------- | ------------------- | -- | - | -- | -- | ------ | ----- | ----- | ------------------ | ------- |
| Svédország       | Anette Norberg      | 7  | 2 | 61 | 54 | 41     | 36    | 14    | 11                 | 79%     |
| Svájc            | Mirjam Ott          | 7  | 2 | 74 | 44 | 37     | 32    | 11    | 10                 | 75%     |
| Kanada           | Shannon Kleibrink   | 6  | 3 | 68 | 51 | 39     | 32    | 16    | 10                 | 75%     |
| Norvégia         | Dordi Nordby        | 6  | 3 | 73 | 54 | 45     | 32    | 5     | 16                 | 73%     |
| Nagy-Britannia   | Rhona Martin        | 5  | 4 | 55 | 54 | 31     | 35    | 17    | 6                  | 76%     |
| Oroszország      | Ljudmila Privivkova | 5  | 4 | 57 | 60 | 41     | 36    | 14    | 11                 | 77%     |
| Japán            | Onodera Ajumi       | 4  | 5 | 53 | 59 | 36     | 35    | 16    | 11                 | 72%     |
| Egyesült Államok | Cassandra Johnson   | 2  | 7 | 58 | 66 | 34     | 38    | 11    | 9                  | 73%     |
| Dánia            | Dorthe Holm         | 2  | 7 | 47 | 69 | 27     | 42    | 12    | 3                  | 72%     |
| Olaszország      | Diana Gaspari       | 1  | 8 | 44 | 79 | 33     | 43    | 9     | 4                  | 66%     |

- február 13., 14:00

| Csapat             | Csapat               | 1 | 2 | 3 | 4 | 5 | 6 | 7 | 8 | 9 | 10 | VE |
|                    | Kanada (Kleibrink)   | 0 | 0 | 0 | 2 | 0 | 0 | 2 | 0 | 1 | 0  | 5  |
| 1. end utolsó köve | Svédország (Norberg) | 0 | 0 | 2 | 0 | 2 | 0 | 0 | 2 | 0 | 1  | 7  |

- február 14., 09:00

| Csapat             | Csapat                     | 1 | 2 | 3 | 4 | 5 | 6 | 7 | 8 | 9 | 10 | VE |
|                    | Egyesült Államok (Johnson) | 0 | 0 | 1 | 0 | 2 | 0 | 2 | 0 | X | X  | 5  |
| 1. end utolsó köve | Kanada (Kleibrink)         | 5 | 1 | 0 | 1 | 0 | 3 | 0 | 1 | X | X  | 11 |

- február 14., 19:00

| Csapat             | Csapat                   | 1 | 2 | 3 | 4 | 5 | 6 | 7 | 8 | 9 | 10 | VE |
|                    | Kanada (Kleibrink)       | 0 | 0 | 1 | 0 | 0 | 2 | 0 | 2 | 0 | 1  | 6  |
| 1. end utolsó köve | Oroszország (Privivkova) | 0 | 0 | 0 | 1 | 1 | 0 | 1 | 0 | 2 | 0  | 5  |

- február 16., 09:00

| Csapat             | Csapat             | 1 | 2 | 3 | 4 | 5 | 6 | 7 | 8 | 9 | 10 | VE |
| 1. end utolsó köve | Kanada (Kleibrink) | 0 | 1 | 0 | 0 | 2 | 0 | 1 | 0 | 1 | 0  | 5  |
|                    | Svájc (Ott)        | 0 | 0 | 0 | 3 | 0 | 0 | 0 | 2 | 0 | 1  | 6  |

- február 16., 19:00

| Csapat             | Csapat             | 1 | 2 | 3 | 4 | 5 | 6 | 7 | 8 | 9 | 10 | VE |
|                    | Kanada (Kleibrink) | 0 | 2 | 0 | 2 | 0 | 1 | 0 | 3 | 2 | 0  | 10 |
| 1. end utolsó köve | Norvégia (Nordby)  | 1 | 0 | 2 | 0 | 2 | 0 | 1 | 0 | 0 | 2  | 8  |

- február 17., 14:00

| Csapat             | Csapat                  | 1 | 2 | 3 | 4 | 5 | 6 | 7 | 8 | 9 | 10 | VE |
|                    | Nagy-Britannia (Martin) | 0 | 0 | 0 | 0 | 2 | 0 | 0 | 1 | 0 | X  | 3  |
| 1. end utolsó köve | Kanada (Kleibrink)      | 0 | 2 | 1 | 1 | 0 | 0 | 1 | 0 | 4 | X  | 9  |

- február 18., 09:00

| Csapat             | Csapat             | 1 | 2 | 3 | 4 | 5 | 6 | 7 | 8 | 9 | 10 | VE |
| 1. end utolsó köve | Japán (Onodera)    | 0 | 0 | 2 | 1 | 0 | 0 | 1 | 0 | 0 | 1  | 5  |
|                    | Kanada (Kleibrink) | 0 | 0 | 0 | 0 | 0 | 1 | 0 | 1 | 0 | 0  | 2  |

- február 19., 14:00

| Csapat             | Csapat                | 1 | 2 | 3 | 4 | 5 | 6 | 7 | 8 | 9 | 10 | VE |
|                    | Olaszország (Gaspari) | 0 | 0 | 0 | 2 | 0 | 1 | 1 | 0 | 0 | X  | 4  |
| 1. end utolsó köve | Kanada (Kleibrink)    | 1 | 2 | 2 | 0 | 2 | 0 | 0 | 2 | 2 | X  | 11 |

- február 20., 19:00

| Csapat             | Csapat             | 1 | 2 | 3 | 4 | 5 | 6 | 7 | 8 | 9 | 10 | VE |
| 1. end utolsó köve | Dánia (Holm)       | 2 | 0 | 3 | 0 | 0 | 0 | 1 | 0 | 2 | 0  | 8  |
|                    | Kanada (Kleibrink) | 0 | 3 | 0 | 3 | 0 | 1 | 0 | 1 | 0 | 1  | 9  |

Elődöntő
- február 22., 14:00

| Csapat             | Csapat             | 1 | 2 | 3 | 4 | 5 | 6 | 7 | 8 | 9 | 10 | VE |
|                    | Svájc (Ott)        | 0 | 0 | 3 | 0 | 1 | 1 | 0 | 2 | 0 | 0  | 7  |
| 1. end utolsó köve | Kanada (Kleibrink) | 0 | 1 | 0 | 1 | 0 | 0 | 2 | 0 | 1 | 0  | 5  |

Bronzmérkőzés
- február 23., 13:00

| Csapat             | Csapat             | 1 | 2 | 3 | 4 | 5 | 6 | 7 | 8 | 9 | 10 | VE |
|                    | Norvégia (Nordby)  | 0 | 0 | 1 | 1 | 0 | 2 | 0 | 1 | X | X  | 5  |
| 1. end utolsó köve | Kanada (Kleibrink) | 4 | 1 | 0 | 0 | 4 | 0 | 2 | 0 | X | X  | 11 |

| Csapat | Helyezés |
| ------ | -------- |
| Kanada |          |

## Északi összetett
| Versenyző      | Versenyszám        | Síugrás | Síugrás | Síugrás    | Sífutás | Sífutás | Összesítés | Összesítés |
| Versenyző      | Versenyszám        | Pont    | Hely.   | Időhátrány | Idő     | Hely.   | Idő        | Helyezés   |
| -------------- | ------------------ | ------- | ------- | ---------- | ------- | ------- | ---------- | ---------- |
| Jason Myslicki | Normálsánc + 15 km | 207,5   | 32.     | +3:40      | 42:41,0 | 46.     | 46:21,0    | 41.        |
| Jason Myslicki | Nagysánc + 7,5 km  | 90,0    | 43.     | +2:23      | 19:00,1 | 34.     | 21:23,1    | 41.        |
| Max Thompson   | Normálsánc + 15 km | 171,5   | 46.     | +6:04      | 41:53,8 | 40.     | 47:57,8    | 44.        |
| Max Thompson   | Nagysánc + 7,5 km  | 84,5    | 45.     | +2:45      | 19:24,3 | 43.     | 22:09,3    | 46.        |

## Gyorskorcsolya
Férfi
| Versenyző                | Versenyszám | 1. futam | 1. futam | 2. futam | 2. futam | Eredmény | Helyezés |
| Versenyző                | Versenyszám | Idő      | Hely.    | Idő      | Hely.    | Eredmény | Helyezés |
| ------------------------ | ----------- | -------- | -------- | -------- | -------- | -------- | -------- |
| Arne Dankers             | 1500 m      |          |          |          |          | 1:48,42  | 17.      |
| Arne Dankers             | 5000 m      |          |          |          |          | 6:21,26  | 5.       |
| Arne Dankers             | 10 000 m    |          |          |          |          | 13:23,55 | 9.       |
| Steven Elm               | 1000 m      |          |          |          |          | 1:11,36  | 29.      |
| Steven Elm               | 1500 m      |          |          |          |          | 1:48,09  | 12.*     |
| Steven Elm               | 5000 m      |          |          |          |          | 6:41,53  | 22.      |
| Mike Ireland             | 500 m       | 35,59    | 11.*     | 35,29    | 6.*      | 70,88    | 7.       |
| Vincent Labrie           | 500 m       | 36,31    | 29.      | 36,12    | 29.*     | 72,43    | 29.      |
| Brock Miron              | 500 m       | 36,42    | 32.      | 36,12    | 29.*     | 72,54    | 30.      |
| Denny Morrison           | 1000 m      |          |          |          |          | 1:10,44  | 19.      |
| Denny Morrison           | 1500 m      |          |          |          |          | 1:48,04  | 11.      |
| François-Olivier Roberge | 1000 m      |          |          |          |          | 1:10,20  | 16.      |
| Justin Warsylewicz       | 1500 m      |          |          |          |          | 1:49,77  | 27.      |
| Justin Warsylewicz       | 5000 m      |          |          |          |          | 6:43,74  | 24.      |
| Jeremy Wotherspoon       | 500 m       | 35,37    | 5.       | 35,68    | 17.*     | 71,05    | 9.       |
| Jeremy Wotherspoon       | 1000 m      |          |          |          |          | 1:09,76  | 11.      |

Női
| Versenyző         | Versenyszám | 1. futam | 1. futam | 2. futam | 2. futam | Eredmény | Helyezés |
| Versenyző         | Versenyszám | Idő      | Hely.    | Idő      | Hely.    | Eredmény | Helyezés |
| ----------------- | ----------- | -------- | -------- | -------- | -------- | -------- | -------- |
| Krisy Myers       | 500 m       | 39,83    | 23.*     | 39,60    | 21.      | 79,43    | 22.      |
| Christine Nesbitt | 1000 m      |          |          |          |          | 1:17,54  | 14.      |
| Christine Nesbitt | 1500 m      |          |          |          |          | 1:59,15  | 7.       |
| Shannon Rempel    | 500 m       | 39,42    | 15.*     | 39,43    | 19.      | 78,85    | 16.      |
| Shannon Rempel    | 1000 m      |          |          |          |          | 1:18,35  | 24.      |
| Shannon Rempel    | 1500 m      |          |          |          |          | 2:02,24  | 28.      |
| Kerry Simpson     | 500 m       | 39,69    | 22.      | 39,65    | 22.*     | 79,34    | 21.      |
| Kim Weger         | 500 m       | 40,01    | 25.*     | 39,98    | 27.      | 79,99    | 26.      |
| Kristina Groves   | 1000 m      |          |          |          |          | 1:16,54  | 5.       |
| Kristina Groves   | 1500 m      |          |          |          |          | 1:56,74  |          |
| Kristina Groves   | 3000 m      |          |          |          |          | 4:09,03  | 8.       |
| Kristina Groves   | 5000 m      |          |          |          |          | 7:03,95  | 6.       |
| Cindy Klassen     | 1000 m      |          |          |          |          | 1:16,09  |          |
| Cindy Klassen     | 1500 m      |          |          |          |          | 1:55,27  |          |
| Cindy Klassen     | 3000 m      |          |          |          |          | 4:04,37  |          |
| Cindy Klassen     | 5000 m      |          |          |          |          | 7:00,57  |          |
| Clara Hughes      | 3000 m      |          |          |          |          | 4:09,17  | 9.       |
| Clara Hughes      | 5000 m      |          |          |          |          | 6:59,07  |          |

* - egy másik versenyzővel azonos eredményt ért el
Csapatversenyek
| Versenyző                                                                   | Versenyszám | Előfutam | Előfutam | Negyeddöntő                                                                                 | Negyeddöntő | Elődöntő                                                                      | Elődöntő  | Döntő | Döntő                                                                                             | Döntő     | Helyezés |
| Versenyző                                                                   | Versenyszám | Idő      | Hely.    | Ellenfél Idő                                                                                | Saját idő   | Ellenfél Idő                                                                  | Saját idő | Típus | Ellenfél Idő                                                                                      | Saját idő | Helyezés |
| --------------------------------------------------------------------------- | ----------- | -------- | -------- | ------------------------------------------------------------------------------------------- | ----------- | ----------------------------------------------------------------------------- | --------- | ----- | ------------------------------------------------------------------------------------------------- | --------- | -------- |
| Arne Dankers Steven Elm Denny Morrison Jason Parker Justin Warsylewicz      | Férfi       | 3:47,37  | 1.       | Japán (JPN) · (8.) · Mijazaki Keszato · Szugimori Teruhiro · Usijama Takahiro · 3:53,88     | 3:52,01     | Norvégia (NOR) · (4.) · Håvard Bøkko · Eskil Ervik · Øystein Grødum · 3:47,81 | 3:44,91   | A     | Olaszország (ITA) · (2.) · Matteo Anesi · Enrico Fabris · Ippolito Sanfratello · 3:44,46          | 3:47,28   |          |
| Kristina Groves Clara Hughes Cindy Klassen Christine Nesbitt Shannon Rempel | Női         | 3:06,45  | 3.       | Egyesült Államok (USA) · (6.) · Maria Lamb · Catherine Raney · Jennifer Rodriguez · 3:04,59 | 3:01,24     | Japán (JPN) · (7.) · Isino Eriko · Nemoto Nami · Tabata Maki · 3:05,95        | 3:02,13   | A     | Németország (GER) · (5.) · Daniela Anschütz-Thoms · Anni Friesinger · Claudia Pechstein · 3:01,25 | 3:02,91   |          |

## Jégkorong

### Férfi
| Kanadai nemzeti férfi jégkorongcsapat-játékoskeret | Kanadai nemzeti férfi jégkorongcsapat-játékoskeret | Kanadai nemzeti férfi jégkorongcsapat-játékoskeret | Kanadai nemzeti férfi jégkorongcsapat-játékoskeret | Kanadai nemzeti férfi jégkorongcsapat-játékoskeret | Kanadai nemzeti férfi jégkorongcsapat-játékoskeret | Kanadai nemzeti férfi jégkorongcsapat-játékoskeret |
| #                                                  | Név                                                | Poszt                                              | Magasság                                           | Súly                                               | Kor                                                | Klub                                               |
| -------------------------------------------------- | -------------------------------------------------- | -------------------------------------------------- | -------------------------------------------------- | -------------------------------------------------- | -------------------------------------------------- | -------------------------------------------------- |
| 1                                                  | Roberto Luongo                                     | K                                                  | 191                                                | 93                                                 | 1979. április 4. (26 évesen)                       | Florida Panthers                                   |
| 30                                                 | Martin Brodeur                                     | K                                                  | 188                                                | 95                                                 | 1972. május 6. (33 évesen)                         | New Jersey Devils                                  |
| 35                                                 | Marty Turco                                        | K                                                  | 180                                                | 83                                                 | 1975. augusztus 13. (30 évesen)                    | Dallas Stars                                       |
| 3                                                  | Jay Bouwmeester                                    | V                                                  | 193                                                | 88                                                 | 1983. szeptember 27. (22 évesen)                   | Florida Panthers                                   |
| 4                                                  | Rob Blake                                          | V                                                  | 193                                                | 102                                                | 1969. december 10. (36 évesen)                     | Colorado Avalanche                                 |
| 6                                                  | Wade Redden                                        | V                                                  | 188                                                | 95                                                 | 1977. június 12. (28 évesen)                       | Ottawa Senators                                    |
| 28                                                 | Robyn Regehr                                       | V                                                  | 191                                                | 102                                                | 1980. április 19. (25 évesen)                      | Calgary Flames                                     |
| 24                                                 | Bryan McCabe                                       | V                                                  | 188                                                | 100                                                | 1975. június 8. (30 évesen)                        | Toronto Maple Leafs                                |
| 44                                                 | Chris Pronger                                      | V                                                  | 198                                                | 100                                                | 1974. október 10. (31 évesen)                      | Edmonton Oilers                                    |
| 52                                                 | Adam Foote                                         | V                                                  | 188                                                | 98                                                 | 1971. július 10. (34 évesen)                       | Columbus Blue Jackets                              |
| 9                                                  | Shane Doan                                         | T                                                  | 188                                                | 98                                                 | 1976. október 10. (29 évesen)                      | Phoenix Coyotes                                    |
| 12                                                 | Jarome Iginla                                      | T                                                  | 185                                                | 95                                                 | 1977. július 1. (28 évesen)                        | Calgary Flames                                     |
| 14                                                 | Todd Bertuzzi                                      | T                                                  | 191                                                | 111                                                | 1975. február 2. (31 évesen)                       | Vancouver Canucks                                  |
| 15                                                 | Dany Heatley                                       | T                                                  | 191                                                | 98                                                 | 1981. január 21. (25 évesen)                       | Ottawa Senators                                    |
| 21                                                 | Simon Gagné                                        | T                                                  | 183                                                | 84                                                 | 1980. február 29. (25 évesen)                      | Philadelphia Flyers                                |
| 26                                                 | Martin St. Louis                                   | T                                                  | 175                                                | 84                                                 | 1975. június 18. (30 évesen)                       | Tampa Bay Lightning                                |
| 33                                                 | Kris Draper                                        | T                                                  | 187                                                | 86                                                 | 1971. május 24. (34 évesen)                        | Detroit Red Wings                                  |
| 39                                                 | Brad Richards                                      | T                                                  | 185                                                | 90                                                 | 1980. május 2. (25 évesen)                         | Tampa Bay Lightning                                |
| 40                                                 | Vincent Lecavalier                                 | T                                                  | 193                                                | 93                                                 | 1980. április 21. (25 évesen)                      | Tampa Bay Lightning                                |
| 61                                                 | Rick Nash                                          | T                                                  | 193                                                | 93                                                 | 1984. június 16. (21 évesen)                       | Columbus Blue Jackets                              |
| 91                                                 | Joe Sakic                                          | T                                                  | 180                                                | 88                                                 | 1969. július 7. (36 évesen)                        | Colorado Avalanche                                 |
| 94                                                 | Ryan Smyth                                         | T                                                  | 185                                                | 86                                                 | 1976. február 21. (29 évesen)                      | Edmonton Oilers                                    |
| 97                                                 | Joe Thornton                                       | T                                                  | 193                                                | 102                                                | 1979. július 2. (26 évesen)                        | San Jose Sharks                                    |
| Vezetőedző: Pat Quinn                              | Vezetőedző: Pat Quinn                              | Vezetőedző: Pat Quinn                              | Vezetőedző: Pat Quinn                              | Vezetőedző: Pat Quinn                              | 1943. június 29. (62 évesen)                       | 1943. június 29. (62 évesen)                       |

- Posztok rövidítései: K – Kapus, V – Védő, T – Támadó
- Kor: 2006. február 15-i kora

#### Eredmények
A csoport
| Nemzet      | M | Gy | D | V | G+ | G– | Gk  | P  |
| ----------- | - | -- | - | - | -- | -- | --- | -- |
| Finnország  | 5 | 5  | 0 | 0 | 19 | 2  | +17 | 10 |
| Svájc       | 5 | 2  | 2 | 1 | 10 | 12 | –2  | 6  |
| Kanada      | 5 | 3  | 0 | 2 | 15 | 9  | +6  | 6  |
| Csehország  | 5 | 2  | 0 | 3 | 14 | 12 | +2  | 4  |
| Németország | 5 | 0  | 2 | 3 | 7  | 16 | –9  | 2  |
| Olaszország | 5 | 0  | 2 | 3 | 9  | 23 | –14 | 2  |

- Azonos pontszám esetén elsősorban az egymás elleni eredmény döntött, majd pedig a gólarány.

| 2006. február 15. 13:05 | Olaszország (ITA) | 2 – 7 (0–1, 2–5, 0–1) | Kanada | Palasport Olimpico Nézőszám: 8575 |

| Jegyzőkönyv | Jegyzőkönyv | Jegyzőkönyv                             | Jegyzőkönyv | Jegyzőkönyv                         |
| --- | ----------- | --------------------------------------- | ----------- | ----------------------------------- |
| |             |                                         |             | Játékvezető: Thomas Andersson (SWE) |
| \| \| 0 – 1 \| 5:33 - Iginla (Bertuzzi, Sakic) \| \| Cirone (Scandella) (PP) - 20:43 \| 1 – 1 \| \| \| \| 1 – 2 \| 21:55 - Heatley (St. Louis, Lecavalier) \| \| \| 1 – 3 \| 25:38 - Doan (Pronger, Richards) \| \| \| 1 – 4 \| 26:04 - Iginla (Sakic) (PP) \| \| \| 1 – 5 \| 33:53 - St. Louis (Heatley, Lecavalier) \| \| \| 1 – 6 \| 34:38 - Richards (Doan, Bertuzzi) \| \| Parco (Tuzzolino) - 38:08 \| 2 – 6 \| \| \| \| 2 – 7 \| 43:39 - Thornton (Gagné) (PP) \| |             |                                         |             |                                     |
| 20 perc | Büntetések  | 12 perc                                 |             |                                     |
| 20 | Lövések     | 50                                      |             |                                     |
| | 0 – 1       | 5:33 - Iginla (Bertuzzi, Sakic)         |             |                                     |
| Cirone (Scandella) (PP) - 20:43 | 1 – 1       |                                         |             |                                     |
| | 1 – 2       | 21:55 - Heatley (St. Louis, Lecavalier) |             |                                     |
| | 1 – 3       | 25:38 - Doan (Pronger, Richards)        |             |                                     |
| | 1 – 4       | 26:04 - Iginla (Sakic) (PP)             |             |                                     |
| | 1 – 5       | 33:53 - St. Louis (Heatley, Lecavalier) |             |                                     |
| | 1 – 6       | 34:38 - Richards (Doan, Bertuzzi)       |             |                                     |
| Parco (Tuzzolino) - 38:08 | 2 – 6       |                                         |             |                                     |
| | 2 – 7       | 43:39 - Thornton (Gagné) (PP)           |             |                                     |

| 2006. február 16. 20:05 | Kanada (CAN) | 5 – 1 (3–0, 1–1, 1–0) | Németország | Palasport Olimpico Nézőszám: 8554 |

| Jegyzőkönyv | Jegyzőkönyv | Jegyzőkönyv                        | Jegyzőkönyv | Jegyzőkönyv                         |
| --- | ----------- | ---------------------------------- | ----------- | ----------------------------------- |
| |             |                                    |             | Játékvezető: Christer Lärking (SWE) |
| \| Redden (Gagné, Thornton) - 4:52 \| 1 – 0 \| \| \| Sakic (Bertuzzi, Nash) (PP) - 7:29 \| 2 – 0 \| \| \| Gagné (Regehr, Richards) - 10:49 \| 3 – 0 \| \| \| \| 3 – 1 \| 29:13 - Ehrhoff (Schubert, Ustorf) \| \| Heatley (Foote) - 35:37 \| 4 – 1 \| \| \| Doan (Smyth) - 59:26 \| 5 – 1 \| \| |             |                                    |             |                                     |
| 24 perc | Büntetések  | 18 perc                            |             |                                     |
| 40 | Lövések     | 12                                 |             |                                     |
| Redden (Gagné, Thornton) - 4:52 | 1 – 0       |                                    |             |                                     |
| Sakic (Bertuzzi, Nash) (PP) - 7:29 | 2 – 0       |                                    |             |                                     |
| Gagné (Regehr, Richards) - 10:49 | 3 – 0       |                                    |             |                                     |
| | 3 – 1       | 29:13 - Ehrhoff (Schubert, Ustorf) |             |                                     |
| Heatley (Foote) - 35:37 | 4 – 1       |                                    |             |                                     |
| Doan (Smyth) - 59:26 | 5 – 1       |                                    |             |                                     |

| 2006. február 18. 15:35 | Kanada (CAN) | 0 – 2 (0–1, 0–1, 0–0) | Svájc | Torino Esposizioni Nézőszám: 4769 |

| Jegyzőkönyv                                                                                                  | Jegyzőkönyv | Jegyzőkönyv                              | Jegyzőkönyv | Jegyzőkönyv                            |
| --- | ----------- | ---------------------------------------- | ----------- | -------------------------------------- |
| |             |                                          |             | Játékvezető: Vjacseszlav Bulanov (RUS) |
| \| \| 0 – 1 \| 18:19 - di Pietro (Della Rossa) \| \| \| 0 – 2 \| 28:47 - di Pietro (Bezina, Streit) (PP2) \| |             |                                          |             |                                        |
| 34 perc | Büntetések  | 42 perc                                  |             |                                        |
| 49 | Lövések     | 18                                       |             |                                        |
| | 0 – 1       | 18:19 - di Pietro (Della Rossa)          |             |                                        |
| | 0 – 2       | 28:47 - di Pietro (Bezina, Streit) (PP2) |             |                                        |

| 2006. február 19. 21:05 | Finnország (FIN) | 2 – 0 (2–0, 0–0, 0–0) | Kanada | Torino Esposizioni Nézőszám: 4420 |

| Jegyzőkönyv                                                                                        | Jegyzőkönyv | Jegyzőkönyv | Jegyzőkönyv | Jegyzőkönyv                         |
| -------------------------------------------------------------------------------------------------- | ----------- | ----------- | ----------- | ----------------------------------- |
| |             |             |             | Játékvezető: Vladimir Sindler (CZE) |
| \| Selänne (S. Koivu) - 11:14 \| 1 – 0 \| \| \| Kapanen (Nieminen, Timonen) - 15:02 \| 2 – 0 \| \| |             |             |             |                                     |
| 6 perc                                                                                             | Büntetések  | 12 perc     |             |                                     |
| 30                                                                                                 | Lövések     | 24          |             |                                     |
| Selänne (S. Koivu) - 11:14                                                                         | 1 – 0       |             |             |                                     |
| Kapanen (Nieminen, Timonen) - 15:02                                                                | 2 – 0       |             |             |                                     |

| 2006. február 21. 12:35 | Kanada (CAN) | 3 – 2 (3–0, 0–1, 0–1) | Csehország | Palasport Olimpico Nézőszám: 9126 |

| Jegyzőkönyv | Jegyzőkönyv | Jegyzőkönyv                          | Jegyzőkönyv | Jegyzőkönyv                      |
| --- | ----------- | ------------------------------------ | ----------- | -------------------------------- |
| |             |                                      |             | Játékvezető: Dan Marouelli (CAN) |
| \| Richards (Iginla, Pronger) - 7:37 \| 1 – 0 \| \| \| St. Louis (Lecavalier, Blake) (PP) - 11:19 \| 2 – 0 \| \| \| Pronger (Thornton) - 19:24 \| 3 – 0 \| \| \| \| 3 – 1 \| 33:46 - Kubina (Jágr, Ručínský) (PP) \| \| \| 3 – 2 \| 42:41 - Čajánek (T. Kaberle, Hemský) \| |             |                                      |             |                                  |
| 8 perc | Büntetések  | 4 perc                               |             |                                  |
| 16 | Lövések     | 33                                   |             |                                  |
| Richards (Iginla, Pronger) - 7:37 | 1 – 0       |                                      |             |                                  |
| St. Louis (Lecavalier, Blake) (PP) - 11:19 | 2 – 0       |                                      |             |                                  |
| Pronger (Thornton) - 19:24 | 3 – 0       |                                      |             |                                  |
| | 3 – 1       | 33:46 - Kubina (Jágr, Ručínský) (PP) |             |                                  |
| | 3 – 2       | 42:41 - Čajánek (T. Kaberle, Hemský) |             |                                  |

Negyeddöntő
| 2006. február 22. 20:35 | Oroszország (RUS) | 2 – 0 (0–0, 0–0, 2–0) | Kanada | Torino Esposizioni Nézőszám: 4130 |

| Jegyzőkönyv                                                                                     | Jegyzőkönyv | Jegyzőkönyv | Jegyzőkönyv | Jegyzőkönyv                     |
| ----------------------------------------------------------------------------------------------- | ----------- | ----------- | ----------- | ------------------------------- |
|                                                                                                 |             |             |             | Játékvezető: Dennis Larue (USA) |
| \| Ovecskin (Kozlov) (PP) - 41:30 \| 1 - 0 \| \| \| Kovaljov (A. Markov) - 59:37 \| 2 - 0 \| \| |             |             |             |                                 |
| 18 perc                                                                                         | Büntetések  | 41 perc     |             |                                 |
| 33                                                                                              | Lövések     | 27          |             |                                 |
| Ovecskin (Kozlov) (PP) - 41:30                                                                  | 1 - 0       |             |             |                                 |
| Kovaljov (A. Markov) - 59:37                                                                    | 2 - 0       |             |             |                                 |

| Csapat | Helyezés |
| ------ | -------- |
| Kanada | 7.       |

### Női
| Kanadai nemzeti női jégkorongcsapat-játékoskeret | Kanadai nemzeti női jégkorongcsapat-játékoskeret | Kanadai nemzeti női jégkorongcsapat-játékoskeret | Kanadai nemzeti női jégkorongcsapat-játékoskeret | Kanadai nemzeti női jégkorongcsapat-játékoskeret | Kanadai nemzeti női jégkorongcsapat-játékoskeret | Kanadai nemzeti női jégkorongcsapat-játékoskeret |
| #                                                | Név                                              | Poszt                                            | Magasság                                         | Súly                                             | Kor                                              | Klub                                             |
| ------------------------------------------------ | ------------------------------------------------ | ------------------------------------------------ | ------------------------------------------------ | ------------------------------------------------ | ------------------------------------------------ | ------------------------------------------------ |
| 32                                               | Charline Labonté                                 | K                                                | 175                                              | 78                                               | 1982. október 15. (23 évesen)                    | Montreal Axion                                   |
| 33                                               | Kim St-Pierre                                    | K                                                | 175                                              | 71                                               | 1978. december 14. (27 évesen)                   | Quebec Avalanche                                 |
| 3                                                | Carla MacLeod                                    | V                                                | 163                                              | 60                                               | 1982. június 16. (23 évesen)                     | University of Wisconsin–Madison                  |
| 4                                                | Becky Kellar                                     | V                                                | 170                                              | 67                                               | 1975. január 1. (31 évesen)                      | Oakville Ice                                     |
| 5                                                | Colleen Sostorics                                | V                                                | 163                                              | 78                                               | 1979. december 17. (26 évesen)                   | Calgary Oval X-Treme                             |
| 9                                                | Gillian Ferrari                                  | V                                                | 173                                              | 70                                               | 1980. június 23. (25 évesen)                     | Brampton Thunder                                 |
| 11                                               | Cheryl Pounder                                   | V                                                | 168                                              | 65                                               | 1976. június 21. (29 évesen)                     | Toronto Aeros                                    |
| 13                                               | Caroline Ouellette                               | V                                                | 180                                              | 78                                               | 1979. május 25. (26 évesen)                      | University of Minnesota Duluth                   |
| 2                                                | Meghan Agosta                                    | T                                                | 168                                              | 67                                               | 1987. február 12. (19 évesen)                    | Windsor Jr. AA                                   |
| 7                                                | Cherie Piper                                     | T                                                | 168                                              | 76                                               | 1981. június 29. (24 évesen)                     | Dartmouth College                                |
| 8                                                | Katie Weatherston                                | T                                                | 158                                              | 61                                               | 1983. április 6. (22 évesen)                     | Dartmouth College                                |
| 10                                               | Gillian Apps                                     | T                                                | 183                                              | 80                                               | 1983. november 2. (22 évesen)                    | Dartmouth College                                |
| 15                                               | Danielle Goyette                                 | T                                                | 170                                              | 67                                               | 1966. január 30. (40 évesen)                     | Calgary Oval X-Treme                             |
| 16                                               | Jayna Hefford                                    | T                                                | 165                                              | 63                                               | 1977. május 14. (28 évesen)                      | Brampton Thunder                                 |
| 17                                               | Jennifer Botterill                               | T                                                | 175                                              | 69                                               | 1979. május 1. (26 évesen)                       | Toronto Aeros                                    |
| 22                                               | Hayley Wickenheiser                              | T                                                | 178                                              | 77                                               | 1978. augusztus 12. (27 évesen)                  | Calgary Oval X-Treme                             |
| 26                                               | Sarah Vaillancourt                               | T                                                | 168                                              | 63                                               | 1985. május 8. (20 évesen)                       | Harvard University                               |
| 27                                               | Gina Kingsbury                                   | T                                                | 173                                              | 62                                               | 1981. november 26. (24 évesen)                   | Montreal Axion                                   |
| 61                                               | Vicky Sunohara                                   | T                                                | 170                                              | 78                                               | 1970. május 18. (35 évesen)                      | Brampton Thunder                                 |
| 77                                               | Cassie Campbell                                  | T                                                | 170                                              | 68                                               | 1973. november 22. (32 évesen)                   | Calgary Oval X-Treme                             |
| Vezetőedző: Melody Davidson                      | Vezetőedző: Melody Davidson                      | Vezetőedző: Melody Davidson                      | Vezetőedző: Melody Davidson                      | Vezetőedző: Melody Davidson                      | 1963. december 22. (42 évesen)                   | 1963. december 22. (42 évesen)                   |

- Posztok rövidítései: K – Kapus, V – Védő, T – Támadó
- Kor: 2006. február 15-i kora

#### Eredmények
A csoport
| Nemzet      | M | Gy | D | V | G+ | G– | Gk  | P |
| ----------- | - | -- | - | - | -- | -- | --- | - |
| Kanada      | 3 | 3  | 0 | 0 | 36 | 1  | +35 | 6 |
| Svédország  | 3 | 2  | 0 | 1 | 15 | 9  | +6  | 4 |
| Oroszország | 3 | 1  | 0 | 2 | 6  | 16 | –10 | 2 |
| Olaszország | 3 | 0  | 0 | 3 | 1  | 28 | –27 | 0 |

| 2006. február 11. 20:35 | Kanada (CAN) | 16 – 0 (5–0, 4–0, 7–0) | Olaszország | Palasport Olimpico Nézőszám: 8 399 |

| Jegyzőkönyv | Jegyzőkönyv | Jegyzőkönyv | Jegyzőkönyv | Jegyzőkönyv                      |
| --- | ----------- | ----------- | ----------- | -------------------------------- |
| |             |             |             | Játékvezető: Danyel Howard (USA) |
| \| Ouellette (Hefford, MacLeod) - 1:36 \| 1 – 0 \| \| \| Ouellette (Hefford, Botterill) - 1:52 \| 2 – 0 \| \| \| Wickenheiser (Piper) - 4:04 \| 3 – 0 \| \| \| Ouellette (Botterill, Campbell) (PP) - 6:53 \| 4 – 0 \| \| \| Pounder (Kellar) - 11:34 \| 5 – 0 \| \| \| Vaillancourt (Piper) - 20:25 \| 6 – 0 \| \| \| MacLeod (Campbell, Apps) - 22:32 \| 7 – 0 \| \| \| Wickenheiser (Piper, Apps) - 38:45 \| 8 – 0 \| \| \| Wickenheiser (Piper, Apps) - 39:56 \| 9 – 0 \| \| \| Apps (Piper, Wickenheiser) - 41:35 \| 10 – 0 \| \| \| Botterill (Ouellette, MacLeod) - 47:31 \| 11 – 0 \| \| \| Hefford (Ouellette, Botterill) (PP) - 48:41 \| 12 – 0 \| \| \| Pounder - 49:42 \| 13 – 0 \| \| \| Goyette (Campbell, Sunohara) - 52:19 \| 14 – 0 \| \| \| Apps (Piper, Wickenheiser) (PP) - 56:15 \| 15 – 0 \| \| \| Weatherston (Agosta, Vaillancourt) - 57:37 \| 16 – 0 \| \| |             |             |             |                                  |
| 8 perc | Büntetések  | 10 perc     |             |                                  |
| 66 | Lövések     | 5           |             |                                  |
| Ouellette (Hefford, MacLeod) - 1:36 | 1 – 0       |             |             |                                  |
| Ouellette (Hefford, Botterill) - 1:52 | 2 – 0       |             |             |                                  |
| Wickenheiser (Piper) - 4:04 | 3 – 0       |             |             |                                  |
| Ouellette (Botterill, Campbell) (PP) - 6:53 | 4 – 0       |             |             |                                  |
| Pounder (Kellar) - 11:34 | 5 – 0       |             |             |                                  |
| Vaillancourt (Piper) - 20:25 | 6 – 0       |             |             |                                  |
| MacLeod (Campbell, Apps) - 22:32 | 7 – 0       |             |             |                                  |
| Wickenheiser (Piper, Apps) - 38:45 | 8 – 0       |             |             |                                  |
| Wickenheiser (Piper, Apps) - 39:56 | 9 – 0       |             |             |                                  |
| Apps (Piper, Wickenheiser) - 41:35 | 10 – 0      |             |             |                                  |
| Botterill (Ouellette, MacLeod) - 47:31 | 11 – 0      |             |             |                                  |
| Hefford (Ouellette, Botterill) (PP) - 48:41 | 12 – 0      |             |             |                                  |
| Pounder - 49:42 | 13 – 0      |             |             |                                  |
| Goyette (Campbell, Sunohara) - 52:19 | 14 – 0      |             |             |                                  |
| Apps (Piper, Wickenheiser) (PP) - 56:15 | 15 – 0      |             |             |                                  |
| Weatherston (Agosta, Vaillancourt) - 57:37 | 16 – 0      |             |             |                                  |

| 2006. február 12. 16:35 | Oroszország (RUS) | 0 – 12 (0–7, 0–2, 0–3) | Kanada | Torino Esposizioni Nézőszám: 2414 |

| Jegyzőkönyv | Jegyzőkönyv | Jegyzőkönyv                                   | Jegyzőkönyv | Jegyzőkönyv                    |
| --- | ----------- | --------------------------------------------- | ----------- | ------------------------------ |
| |             |                                               |             | Játékvezető: Joy Tottman (GBR) |
| \| \| 0 – 1 \| 4:53 - Sunohara (Ouellette, Goyette) \| \| \| 0 – 2 \| 6:52 - Agosta (Kingsbury, Weatherston) \| \| \| 0 – 3 \| 10:00 - Piper (Apps) (SH) \| \| \| 0 – 4 \| 15:14 - Goyette (Campbell) \| \| \| 0 – 5 \| 16:18 - Piper (Wickenheiser) \| \| \| 0 – 6 \| 17:48 - Wickenheiser \| \| \| 0 – 7 \| 19:20 - Agosta (Vaillancourt) \| \| \| 0 – 8 \| 27:19 - Weatherston (Ouellette, Vaillancourt) \| \| \| 0 – 9 \| 33:27 - Agosta (PP) \| \| \| 0 – 10 \| 41:16 - Piper (Wickenheiser) \| \| \| 0 – 11 \| 47:47 - Vaillancourt (Hefford, Botterill) \| \| \| 0 – 12 \| 52:33 - MacLeod (Wickenheiser) \| |             |                                               |             |                                |
| 28 perc | Büntetések  | 14 perc                                       |             |                                |
| 17 | Lövések     | 43                                            |             |                                |
| | 0 – 1       | 4:53 - Sunohara (Ouellette, Goyette)          |             |                                |
| | 0 – 2       | 6:52 - Agosta (Kingsbury, Weatherston)        |             |                                |
| | 0 – 3       | 10:00 - Piper (Apps) (SH)                     |             |                                |
| | 0 – 4       | 15:14 - Goyette (Campbell)                    |             |                                |
| | 0 – 5       | 16:18 - Piper (Wickenheiser)                  |             |                                |
| | 0 – 6       | 17:48 - Wickenheiser                          |             |                                |
| | 0 – 7       | 19:20 - Agosta (Vaillancourt)                 |             |                                |
| | 0 – 8       | 27:19 - Weatherston (Ouellette, Vaillancourt) |             |                                |
| | 0 – 9       | 33:27 - Agosta (PP)                           |             |                                |
| | 0 – 10      | 41:16 - Piper (Wickenheiser)                  |             |                                |
| | 0 – 11      | 47:47 - Vaillancourt (Hefford, Botterill)     |             |                                |
| | 0 – 12      | 52:33 - MacLeod (Wickenheiser)                |             |                                |

| 2006. február 14. 15:35 | Kanada (CAN) | 8 – 1 (2–0, 5–1, 1–0) | Svédország | Palasport Olimpico Nézőszám: 6850 |

| Jegyzőkönyv | Jegyzőkönyv | Jegyzőkönyv                              | Jegyzőkönyv | Jegyzőkönyv                     |
| --- | ----------- | ---------------------------------------- | ----------- | ------------------------------- |
| |             |                                          |             | Játékvezető: Anu Hirvonen (FIN) |
| \| Apps - 4:36 \| 1 – 0 \| \| \| Wickenheiser (Pounder) - 12:28 \| 2 – 0 \| \| \| Apps (PP) - 23:53 \| 3 – 0 \| \| \| Apps (Wickenheiser, Piper) - 30:58 \| 4 – 0 \| \| \| Goyette (Piper, Campbell) (PP) - 34:02 \| 5 – 0 \| \| \| \| 5 – 1 \| 36:12 - Lindberg (Jansson, Winberg) (PP) \| \| Weatherston (Kingsbury) - 37:25 \| 6 – 1 \| \| \| Hefford (PP) - 38:53 \| 7 – 1 \| \| \| Goyette (Piper, Wickenheiser) (PP) - 46:02 \| 8 – 1 \| \| |             |                                          |             |                                 |
| 14 perc | Büntetések  | 16 perc                                  |             |                                 |
| 47 | Lövések     | 8                                        |             |                                 |
| Apps - 4:36 | 1 – 0       |                                          |             |                                 |
| Wickenheiser (Pounder) - 12:28 | 2 – 0       |                                          |             |                                 |
| Apps (PP) - 23:53 | 3 – 0       |                                          |             |                                 |
| Apps (Wickenheiser, Piper) - 30:58 | 4 – 0       |                                          |             |                                 |
| Goyette (Piper, Campbell) (PP) - 34:02 | 5 – 0       |                                          |             |                                 |
| | 5 – 1       | 36:12 - Lindberg (Jansson, Winberg) (PP) |             |                                 |
| Weatherston (Kingsbury) - 37:25 | 6 – 1       |                                          |             |                                 |
| Hefford (PP) - 38:53 | 7 – 1       |                                          |             |                                 |
| Goyette (Piper, Wickenheiser) (PP) - 46:02 | 8 – 1       |                                          |             |                                 |

Elődöntő
| 2006. február 17. 21:05 | Kanada (CAN) | 6 – 0 (2–0, 2–0, 2–0) | Finnország | Palasport Olimpico Nézőszám: 5654 |

| Jegyzőkönyv | Jegyzőkönyv | Jegyzőkönyv | Jegyzőkönyv | Jegyzőkönyv                    |
| --- | ----------- | ----------- | ----------- | ------------------------------ |
| |             |             |             | Játékvezető: Joy Tottman (GBR) |
| \| Weatherston (Sostorics) (PP) - 17:33 \| 1 – 0 \| \| \| Apps (Kingsbury, Goyette) (PP) - 19:15 \| 2 – 0 \| \| \| Wickenheiser (Apps) (PP) - 34:59 \| 3 – 0 \| \| \| Ouellette (Sunohara) (PP) - 36:26 \| 4 – 0 \| \| \| Piper (Wickenheiser, Apps) - 47:49 \| 5 – 0 \| \| \| Piper (Wickenheiser, Apps) (PP) - 54:47 \| 6 – 0 \| \| |             |             |             |                                |
| 12 perc | Büntetések  | 22 perc     |             |                                |
| 39 | Lövések     | 17          |             |                                |
| Weatherston (Sostorics) (PP) - 17:33 | 1 – 0       |             |             |                                |
| Apps (Kingsbury, Goyette) (PP) - 19:15 | 2 – 0       |             |             |                                |
| Wickenheiser (Apps) (PP) - 34:59 | 3 – 0       |             |             |                                |
| Ouellette (Sunohara) (PP) - 36:26 | 4 – 0       |             |             |                                |
| Piper (Wickenheiser, Apps) - 47:49 | 5 – 0       |             |             |                                |
| Piper (Wickenheiser, Apps) (PP) - 54:47 | 6 – 0       |             |             |                                |

Döntő
| 2006. február 20. 20:35 | Svédország (SWE) | 1 – 4 (0–2, 0–2, 1–0) | Kanada | Palasport Olimpico Nézőszám: 6664 |

| Jegyzőkönyv | Jegyzőkönyv | Jegyzőkönyv                               | Jegyzőkönyv | Jegyzőkönyv                     |
| --- | ----------- | ----------------------------------------- | ----------- | ------------------------------- |
| |             |                                           |             | Játékvezető: Anu Hirvonen (FIN) |
| \| \| 0 – 1 \| 3:15 - Apps (Wickenheiser) \| \| \| 0 – 2 \| 12:13 - Ouellette (Hefford, Botterill) \| \| \| 0 – 3 \| 28:58 - Piper (Wickenheiser, Pounder) \| \| \| 0 – 4 \| 30:27 - Hefford (Botterill, Vaillancourt) \| \| G. Andersson (Holst, Rooth) (PP) - 45:24 \| 1 – 4 \| \| |             |                                           |             |                                 |
| 6 perc | Büntetések  | 12 perc                                   |             |                                 |
| 8 | Lövések     | 26                                        |             |                                 |
| | 0 – 1       | 3:15 - Apps (Wickenheiser)                |             |                                 |
| | 0 – 2       | 12:13 - Ouellette (Hefford, Botterill)    |             |                                 |
| | 0 – 3       | 28:58 - Piper (Wickenheiser, Pounder)     |             |                                 |
| | 0 – 4       | 30:27 - Hefford (Botterill, Vaillancourt) |             |                                 |
| G. Andersson (Holst, Rooth) (PP) - 45:24 | 1 – 4       |                                           |             |                                 |

| Csapat | Helyezés |
| ------ | -------- |
| Kanada |          |

## Műkorcsolya
| Versenyző                    | Versenyszám  | Rövid program | Rövid program | Kűr    | Kűr   | Összesítés | Összesítés |
| Versenyző                    | Versenyszám  | Pont          | Hely.         | Pont   | Hely. | Pont       | Helyezés   |
| ---------------------------- | ------------ | ------------- | ------------- | ------ | ----- | ---------- | ---------- |
| Jeffrey Buttle               | Férfi egyéni | 73,29         | 6.            | 154,30 | 2.    | 227,59     |            |
| Emanuel Sandhu               | Férfi egyéni | 69,75         | 7.            | 120,49 | 14.   | 190,24     | 13.        |
| Shawn Sawyer                 | Férfi egyéni | 67,20         | 12.           | 123,63 | 12.   | 190,83     | 12.        |
| Mira Leung                   | Női egyéni   | 50,61         | 14.           | 94,55  | 12.   | 145,16     | 12.        |
| Joannie Rochette             | Női egyéni   | 55,85         | 9.            | 111,42 | 5.    | 167,27     | 5.         |
| Jessica Dubé Bryce Davison   | Páros        | 55,48         | 11.           | 104,23 | 10.   | 159,71     | 10.        |
| Valérie Marcoux Craig Buntin | Páros        | 55,62         | 10.           | 102,59 | 11.   | 158,21     | 11.        |

| Versenyző                            | Versenyszám | Kötelező tánc | Kötelező tánc | Eredeti (original) tánc | Eredeti (original) tánc | Kűr              | Kűr              | Összesítés | Összesítés |
| Versenyző                            | Versenyszám | Pont          | Hely.         | Pont                    | Hely.                   | Pont             | Hely.            | Pont       | Helyezés   |
| ------------------------------------ | ----------- | ------------- | ------------- | ----------------------- | ----------------------- | ---------------- | ---------------- | ---------- | ---------- |
| Megan Wing Aaron Lowe                | Jégtánc     | 31,42         | 12.           | 49,17                   | 12.                     | 85,81            | 12.              | 166,40     | 11.        |
| Marie-France Dubreuil Patrice Lauzon | Jégtánc     | 37,44         | 4.            | 54,36                   | 7.                      | nem állt rajthoz | nem állt rajthoz | kiesett    | kiesett    |

## Rövidpályás gyorskorcsolya
Férfi
| Versenyző                                                                               | Versenyszám  | Előfutam | Előfutam | Negyeddöntő | Negyeddöntő | Elődöntő | Elődöntő | B döntő  | B döntő | Döntő    | Döntő   | Helyezés |
| Versenyző                                                                               | Versenyszám  | Idő      | Hely.    | Idő         | Hely.       | Idő      | Hely.    | Idő      | Hely.   | Idő      | Hely.   | Helyezés |
| --------------------------------------------------------------------------------------- | ------------ | -------- | -------- | ----------- | ----------- | -------- | -------- | -------- | ------- | -------- | ------- | -------- |
| Éric Bédard                                                                             | 500 m        | 42,480   | 1.       | 42,267      | 1.          | 41,950   | 2.       |          |         | 42,093   | 4.      | 4.       |
| Éric Bédard                                                                             | 1000 m       | 1:28,274 | 1.       | 1:27,546    | 2.          | kizárták | kizárták | kiesett  | kiesett | kiesett  | kiesett | kiesett  |
| Charles Hamelin                                                                         | 1500 m       | 2:19,469 | 1.       |             |             | 2:20,854 | 1.       |          |         | 2:26,375 | 4.      | 4.       |
| François-Louis Tremblay                                                                 | 500 m        | 42,779   | 2.       | 42,110      | 2.          | 42,261   | 1.       |          |         | 42,002   | 2.      |          |
| François-Louis Tremblay                                                                 | 1000 m       | 1:28,925 | 1.       | kizárták    | kizárták    | kiesett  | kiesett  | kiesett  | kiesett | kiesett  | kiesett | kiesett  |
| Mathieu Turcotte                                                                        | 1500 m       | 2:23,402 | 1.       |             |             | 2:18,280 | 3.       | 2:24,558 | 1.      |          |         | 6.       |
| Éric Bédard Jonathan Guilmette Charles Hamelin François-Louis Tremblay Mathieu Turcotte | 5000 m váltó |          |          |             |             | 6:57,004 | 1.       |          |         | 6:43,707 | 2.      |          |

Női
| Versenyző                                                                      | Versenyszám  | Előfutam | Előfutam | Negyeddöntő | Negyeddöntő | Elődöntő | Elődöntő | B döntő  | B döntő | Döntő    | Döntő   | Helyezés |
| Versenyző                                                                      | Versenyszám  | Idő      | Hely.    | Idő         | Hely.       | Idő      | Hely.    | Idő      | Hely.   | Idő      | Hely.   | Helyezés |
| ------------------------------------------------------------------------------ | ------------ | -------- | -------- | ----------- | ----------- | -------- | -------- | -------- | ------- | -------- | ------- | -------- |
| Alanna Kraus                                                                   | 500 m        | 45,688   | 1.       | 45,172      | 3.          | kiesett  | kiesett  | kiesett  | kiesett | kiesett  | kiesett | 9.       |
| Anouk Leblanc-Boucher                                                          | 500 m        | 45,929   | 1.       | 44,821      | 2.          | 45,234   | 2.       |          |         | 44,759   | 3.      |          |
| Anouk Leblanc-Boucher                                                          | 1500 m       | 2:28,001 | 4.       |             |             | kiesett  | kiesett  | kiesett  | kiesett | kiesett  | kiesett | 16.      |
| Amanda Overland                                                                | 1000 m       | 1:33,761 | 1.       | 1:33,012    | 2.          | 1:33,102 | 3.       | 1:34,191 | 2.      |          |         | 5.       |
| Amanda Overland                                                                | 1500 m       | 2:27,666 | 2.       |             |             | 2:22,946 | 2.       |          |         | 2:26,495 | 5.      | 5.       |
| Kalyna Roberge                                                                 | 500 m        | 45,396   | 1.       | 45,710      | 2.          | 44,960   | 3.       | 46,605   | 1.      |          |         | 4.       |
| Tania Vicent                                                                   | 1000 m       | 1:33,904 | 1.       | 1:35,594    | 3.          | 1:32,650 | 3.       | 1:34,099 | 1.      |          |         | 4.       |
| Amanda Overland Alanna Kraus Anouk Leblanc-Boucher Kalyna Roberge Tania Vicent | 3000 m váltó |          |          |             |             | 4:17,231 | 2.       |          |         | 4:17,336 | 2.      |          |

## Síakrobatika
Ugrás
| Versenyző        | Versenyszám | Selejtező | Selejtező | Döntő   | Döntő    |
| Versenyző        | Versenyszám | Pont      | Helyezés  | Pont    | Helyezés |
| ---------------- | ----------- | --------- | --------- | ------- | -------- |
| Jeff Bean        | Férfi       | 198,49    | 19.       | kiesett | kiesett  |
| Kyle Nissen      | Férfi       | 231,64    | 7.        | 244,91  | 5.       |
| Steve Omischl    | Férfi       | 198,23    | 20.       | kiesett | kiesett  |
| Warren Shouldice | Férfi       | 243,45    | 3.        | 239,70  | 6.       |
| Veronika Bauer   | Női         | 176,66    | 5.        | 125,65  | 12.      |
| Deidra Dionne    | Női         | 128,30    | 22.       | kiesett | kiesett  |
| Amber Peterson   | Női         | 153,07    | 15.       | kiesett | kiesett  |

Mogul
| Versenyző           | Versenyszám | Selejtező | Selejtező | Döntő | Döntő    |
| Versenyző           | Versenyszám | Pont      | Helyezés  | Pont  | Helyezés |
| ------------------- | ----------- | --------- | --------- | ----- | -------- |
| Alexandre Bilodeau  | Férfi       | 23,75     | 11.       | 23,42 | 11.      |
| Marc-André Moreau   | Férfi       | 24,69     | 3.        | 25,62 | 4.       |
| Chris Wong          | Férfi       | 23,89     | 9.        | 22,88 | 14.      |
| Jennifer Heil       | Női         | 26,67     | 1.        | 26,50 |          |
| Kristi Richards     | Női         | 23,76     | 8.        | 23,30 | 7.       |
| Audrey Robichaud    | Női         | 22,73     | 12.       | 23,10 | 8.       |
| Stéphanie St-Pierre | Női         | 22,15     | 17.       | 22,52 | 12.      |

## Sífutás
Férfi
| Versenyző                                            | Versenyszám     | Selejtező | Selejtező | Negyeddöntő | Negyeddöntő | Elődöntő | Elődöntő | B döntő | B döntő | Döntő     | Döntő    |
| Versenyző                                            | Versenyszám     | Idő       | Hely.     | Idő         | Hely.       | Idő      | Hely.    | Idő     | Hely.   | Idő       | Helyezés |
| ---------------------------------------------------- | --------------- | --------- | --------- | ----------- | ----------- | -------- | -------- | ------- | ------- | --------- | -------- |
| Sean Crooks                                          | Sprint          | 2:20,70   | 32.       | kiesett     | kiesett     | kiesett  | kiesett  | kiesett | kiesett | kiesett   | 32.      |
| Drew Goldsack                                        | Sprint          | 2:20,62   | 31.       | kiesett     | kiesett     | kiesett  | kiesett  | kiesett | kiesett | kiesett   | 31.      |
| Drew Goldsack                                        | 15 km           |           |           |             |             |          |          |         |         | 42:09,3   | 53.      |
| Drew Goldsack                                        | 30 km           |           |           |             |             |          |          |         |         | 1:24:14,3 | 56.      |
| George Grey                                          | 15 km           |           |           |             |             |          |          |         |         | 40:43,9   | 31.      |
| George Grey                                          | 30 km           |           |           |             |             |          |          |         |         | 1:19:08,9 | 25.      |
| George Grey                                          | 50 km           |           |           |             |             |          |          |         |         | 2:09:38,4 | 44.      |
| Chris Jeffries                                       | 30 km           |           |           |             |             |          |          |         |         | 1:26:17,0 | 61.      |
| Chris Jeffries                                       | 50 km           |           |           |             |             |          |          |         |         | 2:13:49,5 | 58.      |
| Devon Kershaw                                        | Sprint          | 2:21,49   | 37.       | kiesett     | kiesett     | kiesett  | kiesett  | kiesett | kiesett | kiesett   | 37.      |
| Devon Kershaw                                        | 15 km           |           |           |             |             |          |          |         |         | 41:42,7   | 47.      |
| Dan Roycroft                                         | 15 km           |           |           |             |             |          |          |         |         | 42:39,7   | 57.      |
| Dan Roycroft                                         | 30 km           |           |           |             |             |          |          |         |         | 1:20:53,3 | 38.      |
| Dan Roycroft                                         | 50 km           |           |           |             |             |          |          |         |         | 2:13:47,5 | 57.      |
| Phil Widmer                                          | Sprint          | 2:23,79   | 47.       | kiesett     | kiesett     | kiesett  | kiesett  | kiesett | kiesett | kiesett   | 47.      |
| George Grey Devon Kershaw                            | Csapatsprint    | 17:31,2   | 6.        |             |             |          |          |         |         | kiesett   | 11.      |
| Devon Kershaw Sean Crooks Chris Jeffries George Grey | 4 × 10 km váltó |           |           |             |             |          |          |         |         | 1:48:15,9 | 11.      |

Női
| Versenyző                                               | Versenyszám     | Selejtező | Selejtező | Negyeddöntő | Negyeddöntő | Elődöntő | Elődöntő | B döntő | B döntő | Döntő    | Döntő    |
| Versenyző                                               | Versenyszám     | Idő       | Hely.     | Idő         | Hely.       | Idő      | Hely.    | Idő     | Hely.   | Idő      | Helyezés |
| ------------------------------------------------------- | --------------- | --------- | --------- | ----------- | ----------- | -------- | -------- | ------- | ------- | -------- | -------- |
| Amanda Ammar                                            | Sprint          | 2:22,78   | 49.       | kiesett     | kiesett     | kiesett  | kiesett  | kiesett | kiesett | kiesett  | 49.      |
| Amanda Ammar                                            | 10 km           |           |           |             |             |          |          |         |         | 31:51,7  | 54.      |
| Chandra Crawford                                        | Sprint          | 2:15,06   | 8.        | 2:14,2      | 1.          | 2:13,4   | 1.       |         |         | 2:12,3   |          |
| Chandra Crawford                                        | 15 km           |           |           |             |             |          |          |         |         | 50:35,4  | 60.      |
| Sara Renner                                             | Sprint          | 2:15,37   | 9.        | 2:15,6      | 4.          | kiesett  | kiesett  | kiesett | kiesett | kiesett  | 16.      |
| Sara Renner                                             | 10 km           |           |           |             |             |          |          |         |         | 28:33,0  | 8.       |
| Sara Renner                                             | 15 km           |           |           |             |             |          |          |         |         | 44:30,9  | 16.      |
| Beckie Scott                                            | Sprint          | 2:12,45   | 1.        | 2:16,6      | 1.          | 2:15,8   | 2.       |         |         | 2:14,7   | 4.       |
| Beckie Scott                                            | 10 km           |           |           |             |             |          |          |         |         | kizárták | kizárták |
| Beckie Scott                                            | 15 km           |           |           |             |             |          |          |         |         | 43:20,6  | 6.       |
| Milaine Thériault                                       | 10 km           |           |           |             |             |          |          |         |         | 31:30,4  | 46.      |
| Milaine Thériault                                       | 15 km           |           |           |             |             |          |          |         |         | 48:38,9  | 54.      |
| Sara Renner Beckie Scott                                | Csapatsprint    | 17:19,3   | 2.        |             |             |          |          |         |         | 16:37,5  |          |
| Milaine Thériault Sara Renner Amanda Ammar Beckie Scott | 4 × 10 km váltó |           |           |             |             |          |          |         |         | 56:49,8  | 10.      |

## Síugrás
| Versenyző                                             | Versenyszám | Selejtező | Selejtező | 1. ugrás | 1. ugrás | 2. ugrás | 2. ugrás | Összesítés | Összesítés |
| Versenyző                                             | Versenyszám | Pont      | Hely.     | Pont     | Hely.    | Pont     | Hely.    | Pont       | Helyezés   |
| ----------------------------------------------------- | ----------- | --------- | --------- | -------- | -------- | -------- | -------- | ---------- | ---------- |
| Gregory Baxter                                        | Normálsánc  | 100,0     | 41.       | kiesett  | kiesett  | kiesett  | kiesett  | kiesett    | kiesett    |
| Gregory Baxter                                        | Nagysánc    | 58,5      | 46.       | kiesett  | kiesett  | kiesett  | kiesett  | kiesett    | kiesett    |
| Graeme Gorham                                         | Normálsánc  | 97,5      | 42.*      | kiesett  | kiesett  | kiesett  | kiesett  | kiesett    | kiesett    |
| Graeme Gorham                                         | Nagysánc    | 69,4      | 35.       | 61,1     | 50.      | kiesett  | kiesett  | kiesett    | kiesett    |
| Michael Nell                                          | Normálsánc  | 83,5      | 50.       | kiesett  | kiesett  | kiesett  | kiesett  | kiesett    | kiesett    |
| Michael Nell                                          | Nagysánc    | 48,0      | 49.       | kiesett  | kiesett  | kiesett  | kiesett  | kiesett    | kiesett    |
| Stefan Read                                           | Normálsánc  | 114,5     | 21.*      | 105,0    | 42.      | kiesett  | kiesett  | kiesett    | kiesett    |
| Stefan Read                                           | Nagysánc    | 88,5      | 19.       | 98,8     | 26.      | 89,4     | 30.      | 188,2      | 30.        |
| Gregory Baxter Stefan Read Graeme Gorham Michael Nell | Csapat      |           |           | 276,8    | 15.      | kiesett  | kiesett  | kiesett    | kiesett    |

* - egy másik versenyzővel azonos eredményt ért el

## Snowboard
Halfpipe
| Versenyző        | Versenyszám | 1. selejtező | 1. selejtező | 2. selejtező | 2. selejtező | Döntő      | Döntő      | Döntő   | Helyezés |
| Versenyző        | Versenyszám | Pont         | Hely.        | Pont         | Hely.        | 1. forduló | 2. forduló | Hely.   | Helyezés |
| ---------------- | ----------- | ------------ | ------------ | ------------ | ------------ | ---------- | ---------- | ------- | -------- |
| Justin Lamoureux | Férfi       | 10,1         | 41.          | 31,5         | 15.          | kiesett    | kiesett    | kiesett | 21.      |
| Hugo Lemay       | Férfi       | 26,0         | 24.          | 34,1         | 12.          | kiesett    | kiesett    | kiesett | 18.      |
| Crispin Lipscomb | Férfi       | 19,6         | 30.          | 37,9         | 6.           | 23,4       | 33,5       | 11.     | 11.      |
| Brad Martin      | Férfi       | 27,2         | 21.          | 34,7         | 10.          | kiesett    | kiesett    | kiesett | 16.      |
| Sarah Conrad     | Női         | 19,4         | 20.          | 33,5         | 9.           | kiesett    | kiesett    | kiesett | 15.      |
| Mercedes Nicoll  | Női         | 33,0         | 9.           | 17,5         | 21.          | kiesett    | kiesett    | kiesett | 27.      |
| Maëlle Ricker    | Női         | 25,9         | 16.          | 23,2         | 17.          | kiesett    | kiesett    | kiesett | 23.      |
| Dominique Vallée | Női         | 31,5         | 12.          | 24,5         | 15.          | kiesett    | kiesett    | kiesett | 21.      |

Parallel giant slalom
| Versenyző          | Versenyszám | Selejtező | Selejtező | Nyolcaddöntő      | Negyeddöntő       | Elődöntő          | Döntő             | Helyezés |
| Versenyző          | Versenyszám | Idő       | Hely.     | Ellenfél Eredmény | Ellenfél Eredmény | Ellenfél Eredmény | Ellenfél Eredmény | Helyezés |
| ------------------ | ----------- | --------- | --------- | ----------------- | ----------------- | ----------------- | ----------------- | -------- |
| Jasey-Jay Anderson | Férfi       | 1:12,75   | 20.       | kiesett           | kiesett           | kiesett           | kiesett           | 20.      |
| Philippe Berubé    | Férfi       | 1:30,03   | 29.       | kiesett           | kiesett           | kiesett           | kiesett           | 29.      |
| Alexa Loo          | Női         | 1:23,51   | 20.       | kiesett           | kiesett           | kiesett           | kiesett           | 20.      |

Snowboard cross
| Versenyző          | Versenyszám | Selejtező | Selejtező | Nyolcaddöntő | Negyeddöntő | Elődöntő | Döntő      | Helyezés |
| Versenyző          | Versenyszám | Idő       | Hely.     | Helyezés     | Helyezés    | Helyezés | Helyezés   | Helyezés |
| ------------------ | ----------- | --------- | --------- | ------------ | ----------- | -------- | ---------- | -------- |
| Jasey-Jay Anderson | Férfi       | 1:22,27   | 20.       | 1.           | 1.          | 4.       | B döntő 1. | 5.       |
| François Boivin    | Férfi       | 1:23,17   | 30.       | 2.           | 3.          |          | C döntő 2. | 10.      |
| Drew Neilson       | Férfi       | 1:19,93   | 1.        | 3.           | kiesett     | kiesett  | kiesett    | 17.      |
| Tom Velisek        | Férfi       | 1:22,12   | 18.       | 3.           | kiesett     | kiesett  | kiesett    | 23.      |
| Dominique Maltais  | Női         | 1:29,33   | 2.        |              | 1.          | 2.       | 3.         |          |
| Maëlle Ricker      | Női         | 1:27,85   | 1.        |              | 1.          | 1.       | 4.         | 4.       |
| Erin Simmons       | Női         | 1:32,74   | 17.       |              | kiesett     | kiesett  | kiesett    | 17.      |
| Dominique Vallée   | Női         | 1:33,57   | 19.       |              | kiesett     | kiesett  | kiesett    | 19.      |

## Szánkó
| Versenyző                   | Versenyszám | 1. futam | 1. futam | 2. futam | 2. futam | 3. futam      | 3. futam      | 4. futam      | 4. futam      | Összesítés | Összesítés |
| Versenyző                   | Versenyszám | Idő      | Hely.    | Idő      | Hely.    | Idő           | Hely.         | Idő           | Hely.         | Idő        | Helyezés   |
| --------------------------- | ----------- | -------- | -------- | -------- | -------- | ------------- | ------------- | ------------- | ------------- | ---------- | ---------- |
| Jeff Christie               | Férfi egyes | 52,382   | 15.      | 52,027   | 13.      | 52,013        | 12.           | 51,939        | 13.           | 3:28,361   | 14.        |
| Ian Cockerline              | Férfi egyes | 52,290   | 13.      | 52,107   | 17.      | 52,255        | 18.           | nem ért célba | nem ért célba | kiesett    | kiesett    |
| Sam Edney                   | Férfi egyes | 52,663   | 20.      | 52,523   | 25.      | 52,360        | 21.           | 52,311        | 18.           | 3:29,857   | 19.        |
| Alex Gough                  | Női egyes   | 48,286   | 17.      | 49,902   | 24.      | 47,922        | 15.           | 48,045        | 17.           | 3:14,155   | 20.        |
| Regan Lauscher              | Női egyes   | 47,584   | 10.      | 47,418   | 10.      | 47,320        | 9.            | 47,321        | 10.           | 3:09,643   | 10.        |
| Meaghan Simister            | Női egyes   | 48,585   | 18.      | 48,682   | 22.      | nem ért célba | nem ért célba | kiesett       | kiesett       | kiesett    | kiesett    |
| Chris Moffat Mike Moffat    | Kettes      | 47,715   | 10.      | 47,826   | 9.       |               |               |               |               | 1:35,541   | 9.         |
| Grant Albrecht Eric Pothier | Kettes      | 47,478   | 7.       | 48,083   | 12.      |               |               |               |               | 1:35,561   | 10.        |

## Szkeleton
| Versenyző                      | Versenyszám | 1. futam | 1. futam | 2. futam | 2. futam | Összesítés | Összesítés |
| Versenyző                      | Versenyszám | Idő      | Hely.    | Idő      | Hely.    | Idő        | Helyezés   |
| ------------------------------ | ----------- | -------- | -------- | -------- | -------- | ---------- | ---------- |
| Paul Boehm                     | Férfi       | 58,61    | 8.       | 58,45    | 4.       | 1:57,06    | 4.         |
| Duff Gibson                    | Férfi       | 57,80    | 1.       | 58,08    | 1.       | 1:55,88    |            |
| Jeff Pain                      | Férfi       | 57,98    | 2.       | 58,16    | 2.       | 1:56,14    |            |
| Lindsay Alcock                 | Női         | 1:01,26  | 12.*     | 1:01,59  | 8.       | 2:02,85    | 10.        |
| Mellisa Hollingsworth-Richards | Női         | 1:00,39  | 3.       | 1:01,02  | 3.       | 2:01,41    |            |

* - egy másik versenyzővel azonos időt ért el